# Мингс, Кристофер
Кристофер Мингс (англ. Christopher Myngs; 1625 — 1666) — вице-адмирал английского флота (1665 год). Был одним из первых предводителей флибустьеров Ямайки.

## Биография
Родился в 1625 году в семье Джона Мингса, сапожника из Норфолка (мать Кристофера была дочерью паромщика). В том же году он был крещен, о чем свидетельствует запись в регистрах Солтхауса (приход Сент-Кэтрин). Прошел путь от кают-юнги до офицера военно-морского флота (1648 год), сделав блестящую карьеру в период Английской революции.
В 1653 году Мингс получил под своё командование 36-пушечный корабль «Элизабет». Взявшись сопровождать конвой торговых судов в Гётеборг, он прославился захватом двух голландских военных кораблей.